# 602
602 (DCII) fue un año común comenzado en lunes del calendario juliano, en vigor en aquella fecha.

## Acontecimientos
- Focas mata a Mauricio y se proclama emperador del Imperio bizantino.
- Comienzo de la guerras entre los imperios bizantino y sasánida.
- Un fuerte terremoto sacude Turquía destruyendo el monasterio de Surb Karapet.

## Nacimientos
- Xuanzang, monje budista chino.
- Teodoro de Tarso, arzobispo de Cantebury († 695).
- Muawiya ibn Abi Sufyan, fundador de la dinastía de los Omeyas (fecha aproximada).
- Sigeberto II, hijo de Teoderico II, rey de Austrasia y Borgoña. (m. 613).

## Fallecimientos
- Flavio Tiberio Mauricio Augusto, emperador bizantino.